# Baba Jaga
Baba Jaga (in russo Баба Яга?) è una creatura leggendaria della mitologia slava, divenuta in epoca contemporanea un personaggio fiabesco. Si trova nelle fiabe russe, ucraine, polacche, slovacche, bulgare, ceche e bielorusse. Inoltre, si tratta di un personaggio dei rituali magici nelle vecchie terre slave della Carinzia in Austria, di un personaggio carnevalesco in Montenegro e di uno spirito della notte in Serbia, Croazia e Bulgaria.
Mostruosa vecchietta dotata di poteri magici e vari oggetti incantati, spesso paragonata a una strega o a un'incantatrice, è un personaggio per lo più negativo che a volte agisce in qualità di aiutante del protagonista del mito, spesso con funzioni iniziatiche. Si tratta di una delle figure più enigmatiche e controverse del panorama mitologico europeo, la cui origine risale probabilmente all'Età proto-storica.

## Storia

### Tradizione russa

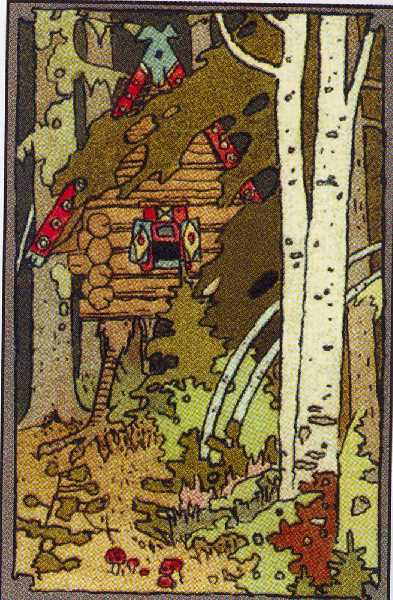
La piccola isba di Baba Jaga - ill. di Bilibin (XIX sec.).

Nei racconti russi impersona una vecchia strega che si sposta volando su un mortaio, utilizzando il pestello come timone, e che cancella i sentieri nei boschi con una scopa di betulla d'argento. Vive in una capanna sopraelevata che poggia su due zampe di gallina, servita dai suoi servi invisibili. Il buco della serratura del portello anteriore è costituito da una bocca riempita di denti taglienti; le mura esterne sono fatte di ossa umane. In una variante della leggenda la casa non rivela la posizione della porta finché non viene pronunciata una frase magica.
Baba Jaga a volte è indicata come cattiva e a volte come fonte di consiglio. Ci sono storie in cui la si vede aiutare le persone nelle loro ricerche e storie in cui rapisce i bambini per mangiarli. Cercare il suo aiuto è solitamente un'azione pericolosa e sono assolutamente necessarie preparazione e purezza dello spirito.
La leggenda dei tre cavalieri: A questa figura si collega la leggenda dei tre cavalieri: il Cavaliere bianco, su un cavallo bianco con la bardatura bianca, che rappresenta il giorno; il Cavaliere rosso che rappresenta il sole; il Cavaliere nero che rappresenta la notte. Baba Jaga parla di loro a chi la interroga e può uccidere l'ospite che vuole sapere dei suoi servi invisibili.
Vasilisa la Bella: nella storia popolare di Vasilisa la Bella la fanciulla viene mandata a chiedere consiglio a Baba Jaga e viene schiavizzata dalla strega. Tuttavia i servi invisibili (un gatto, un cane, un cancello e un albero) aiutano Vasilisa a fuggire perché è stata gentile con loro. Alla fine della fiaba Baba Jaga è trasformata in un pellicano. In un'altra versione della storia, registrata da Aleksander Afanas'ev (1862), a Vasilisa sono comandate tre missioni impossibili che tuttavia riesce a completare per mezzo di una bambola magica donatale da sua madre. Similmente, in un'altra fiaba, il principe Ivan è aiutato contro Baba Jaga dagli animali che ha risparmiato.

### Tradizione polacca
La Baba Jaga della tradizione polacca differisce leggermente; una delle differenze è che la casa ha soltanto una zampa di gallina. Inoltre le streghe dispettose che vivono nelle case di pan di zenzero sono comunemente chiamate Baba Jaga. Nella fiaba La piuma di Finist il Falco, l'eroe, viene a contatto con tre Baba Jaga. Tali figure sono solitamente benevole e danno all'eroe consigli o strumenti magici.

## Etimologia
Il glottologo e slavista tedesco Max Vasmer fa risalire il nome Âgà al protoslavo* (j)ega, riflessi appartenenti dal serbocroato. Jeza "rabbia", jeziti "far arrabbiare" in sloveno. Jeze "lamia" in ceco. Jezinka "strega della foresta, malvagia baba", in polacco. Jedza "strega baba Âgà, perfida baba", Jedzic sie "arrabbiarsi", ecc. Tuttavia nella lingua russa c'è un'affinità con tutti gli esempi riportati dalle lingue slave: âsva [piaga], il che mette in discussione l'esistenza di un rapporto tra il nome Âgà e gli esempi riportati dalle lingue slave. È anche possibile l'eventuale etimologia per cui l'antica denominazione è stata assimilata e rivalutata dagli slavi e accostata ai derivati del protoslavo (j)egа (etimologia popolare), il che spiega lo spostamento, espresso dalla variante con a-z-l-ž nelle lingue slave occidentali (il nome è reinterpretato), e la presenza della variante -g- nella lingua russa (il nome non è reinterpretato). Vasmer accosta la parola, oltre che alle lingue slave, anche a quelle baltiche, all'inglese e all'islandese, rifiutando il collegamento con le lingue turche, l'indiano, l'albanese e il latino.
Gli etimologi accostano il protoslavo Âgà con l'immagine di serpenti e rettili, il che indica l'origine ctonia del personaggio.
Il viaggiatore scozzese Giles Fletcher il Vecchio nel 1588 fece menzione scritta della Baba Âgà nel suo libro Of the Russe Common Wealth. Egli aveva letto circa il culto degli idoli "d'oro o Âgà Baba" arrivato nel territorio di Perm' dai Samoiedi, scoprì che era una "favola senza senso". Nella fiaba "Il principe Ivàn e Màr'a Morevna" vive Âgà Âgišna (Baba Âgà, "gamba d'osso") in una terra lontana, in un regno lontano, non distante dal mare oltre il fiume ardente, dove possiede una mandria di cavalli possenti. La Âgà è madre di tre figlie demoniache (a volte di una principessa, la meravigliosa promessa sposa del protagonista) e di un serpente che viene ucciso del protagonista della fiaba. Vladimir Ivanovič Dal' aggiunge: «Ha il capo scoperto ed è in maniche di camicia, senza cintura: due segni di grande sciattezza.».
Il linguista ed antropologo russo Vladimir Jakovlevič Propp identifica tre tipi di Baba Jaga: la donatrice che dà all'eroe un cavallo incantato o un oggetto magico, la rapitrice di bambini e la guerriera combattendo contro cui «non per la vita ma per la morte» l'eroe delle fiabe passa a un altro livello di maturità. Invece la malignità e l'aggressività della Baba Jaga non sono i suoi tratti dominanti bensì manifestazioni della sua natura irrazionale e indeterminata. La duplice natura della Baba Jaga nel folklore è legata, in primo luogo, con il personaggio della padrona della foresta che bisogna blandire e, in secondo luogo, con il personaggio della creatura malvagia che fa sedere i bambini sulla pala per arrostirli. Questa immagine di Baba Jaga è riconducibile alla funzione delle sacerdotesse che conducono gli adolescenti attraverso un rito di iniziazione. Così, in molte fiabe, Baba Jaga vuole mangiare l'eroe o, dopo aver mangiato e bevuto, lo lascia andare dandogli un gomitolo o alcuni segreti della sua conoscenza. Altre volte l'eroe riesce a fuggire.

## Nella cultura di massa
Il personaggio è ripreso frequentemente nella cultura di massa:
- in La capanna sulle zampe di gallina (Baba Jaga), brano della composizione Quadri di un'esposizione di Modest Petrovič Musorgskij (1874);
- ha ispirato il poema sinfonico Baba Jaga op. 56 di Anatolij Ljadov (1904);
- nel popolare romanzo russo Lunedì inizia sabato dei fratelli Strugackij (1964);
- nel fumetto Baba Yaga della serie Valentina di Guido Crepax (1971);
- nel film horror-erotico italiano Baba Yaga diretto da Corrado Farina e tratto dal fumetto di Crepax (1973);
- come antagonista è presente nella serie a fumetti Hellboy di Mike Mignola (1993), e nel film Hellboy (2019);
- nel film d'animazione di Don Bluth Bartok il magnifico (1999);
- nel cortometraggio d'animazione Pandane to tamago hime di Hayao Miyazaki (2010);
- come antagonista principale nel DLC Baba Yaga: il tempio della strega nel videogioco Rise of The Tomb Raider (2015);[5]
- Baba Yaga è la protagonista del singolo omonimo del gruppo deathcore russo Slaughter to Prevail (2021).
- Baba Yaga compare come mentore della protagonista nel videogioco indie “Reka” e la aiuta a costruire la propria casa su zampe di gallina.
- Baba Yaga è il nome con cui è conosciuto il personaggio di John Wick nell'omonimo franchise. In questo caso, tuttavia, "Baba Yaga" non è inteso come il personaggio fiabesco, ma come un'errata traduzione dell'Uomo nero.
- Babayaga è anche presente nel manuale di ambientazione Navigavia basato sul gioco di ruolo 7th Sea.